# Brita Christina Sparre
Brita (eller Beata) Christina Sparre, född 1720, död december 1776 i Stockholm, var en svensk hovfunktionär (överhovmästarinna). 

## Biografi
Brita Christina Sparres föräldrar var friherre Fredrik Henrik Sparre, till Säby och Frössvik och Virginia Christina Lilliehöök af Gälared och Kolbäck. Hon gifte sig 1739 med riksrådet greve Carl Fredrik Törnflycht. 
Sparre tillhörde umgängeskretsen kring Adolf Fredrik och Lovisa Ulrika under deras tid som kronprinspar. Maken tjänstgjorde också som de yngre prinsarna guvernör 1762-66. 1765 utnämndes hon till överhovmästarinna och fick därmed ansvaret för alla övriga hovdamer vid svenska hovet. Hon tilltroddes uppenbarligen kunna utöva inflytande över tillsättandet av ämbeten genom sitt hovämbete: 1767 kontaktades hon av Carl Browall som bad henne att skaffa posten som kyrkoherde i Falun till Skultunas dåvarande kyrkoherde. Detta kan inte ha gällt en begäran till henne i egenskap av riksrådinna och gift med ett riksråd, eftersom hennes make hade förlorat sin post som riksråd året före och för övrigt även avled samma år, utan bör därmed ha gällt henne själv, i egenskap av överhovmästarinna.